# Luigi Manini

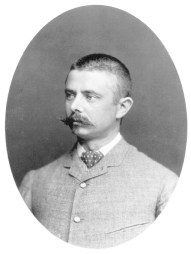
Luigi Manini (1848-1936).

Luigi Manini fue un arquitecto, pintor y escenógrafo italiano, nacido en Crema (Lombardía) el 8 de marzo de 1848. Asistió a la escuela del maestro Polgati y hacia 1861 estuvo bajo la dirección del profesor Cassina en Milán y Brescia. Estudió en la Academia de Bellas Artes de Brera (Milán) y en 1874 ejerce en el Teatro de la Scala trabajando con el destacado escenógrafo Carlo Ferrario. Será esta actividad escenográfica la que le traerá a Lisboa en abril de 1879 con la finalidad de trabajar en el Teatro San Carlos. En Portugal permanecerá hasta 1913 año en que regresa a Italia, falleciendo en Brescia en 1936.
Previamente a su partida a Lisboa trabajó en Crema en donde decoró la iglesia de Vaiano Cremasco y la Zappello. Su trabajo en la iglesia de Zappello fue realizado en los primeros años de la década de 1870 y a esa época pertenece también un enorme cuadro que dejó allí pintado. Así mismo hizo decoraciones para la villa Stramezzi (Moscazzano). Destacable es su trabajo en la iglesia de San Bernardino utilizando la témpera y su restauración de los frescos.
Hasta 1879 trabajaba en Portugal como escenógrafo Giacomo Cinatti (Siena 1808) y que será decorador del Teatro San Carlos hasta que su muerte hizo necesario traer al nuevo artista, Manini. Portugal carecía de cuadros artísticos y técnicos por lo que la fama de Cinatti y Manini hizo que la utilidad de ambos se dirigiese a otros dominios diferentes: decoración aúlica, palacios, conmemoraciones etc.
Manini va a heredar de Cinatti y de su colaborador Rambois un mercado y un gusto arquitectónico y se convertirá en el maestro de la escenografía portuguesa. Pronto fue valorado por la crítica llegando a ser visto como un pintor innovador. Hizo una súbita transformación del teatro lírico por sus extensos y bellos trabajos. Sus pinturas tienen un notable desarrollo de la perspectiva y destacaban por sus arquitecturas. En medio de una escenografía en mal estado la obra de Manini fue muy importante tanto para el Teatro San Carlos como para el de Doña Maria II.
Fue en 1888, tras nueve años viviendo en el país y contando ya con cuarenta años de edad, que Emidio Navarro (político de la época) le encarga el palacio de Buçaco para la monarquía de Portugal como palacete de caza. Manini empleó el estilo manuelino más llamativo que como escenógrafo podía hacer. En aquel momento el sentido nacionalista de la arquitectura ya comenzara a cambiar de gusto y no prefería estos revivalismos, no obstante Manini permaneció ajeno totalmente a la llegada de nuevas corrientes. La estética manuelina tenía en el siglo XIX un claro origen romántico y estaba en decadencia desde 1878 fecha en la que se produjo un hecho significativo. Ese año, Cinatti estaba elaborando una portada neomanuelina en el monasterio de los Jerónimos (Lisboa) cuando accidentalmente se derrumbó. Eso era como una señal de que el revivalismo neomanuelino había llegado a su fin. Buçaco se convirtió también en lugar para la pintura decorativa y allí trabajarán artistas como Nicola Bigaglia, de origen veneciano y Norte Junior y escultores como J. Machado. Será de gran importancia la aportación de la Escola Livre das Artes do Desenho (Coímbra) pues de allí proceden algunos de esos artistas. En aquella época las opiniones sobre esta arquitectura revivalista eran contradictorias. Había desde quien ensalzaba este renacimiento de las bellas épocas de la arquitectura portuguesa hasta quien deseaba la llegada de un gran martillo que deshiciera todo aquel disparate.
En 1894 realiza la decoración de la sala del Teatro Doña Amelia-San Luis y en 1895 pinta en el Museo Militar. En ambos muestra igualmente un gusto nacionalista con elementos del manuelino. En el Palacio Foz pintará el techo de la escalera noble y también decorará el Pabellón Portugués de la Exposición Universal de París de 1900 en donde lleva a cabo una enorme tela alegórica a los descubrimientos nacionales. Actualmente se exhibe en el Pabellón Vasco de Gama y muestra los viajes de Pedro Álvarez Cabral, escenas de la Corte Real y de Fernando de Magalhanes.
En 1880 se habían celebrado las conmemoraciones camonianas y en 1898 las de la India. Ambos acontecimientos van a tener un gran peso específico ya que volvían a recordar los memorables tiempos de las conquistas portuguesas de las cuales el estilo manuelino era su principal manifestación plástica. Ese ambiente que se respira será el caldo de cultivo ideal para la siguiente obra de Manini, la Quinta da Regaleira (Sintra). A inicios de siglo, tras adquirir dicha quinta el financiero António Carvalho Monteiro, apasionado de la obra de Camões, va a encargar a Manini el Palacio da Regaleira en donde dará rienda suelta nuevamente a sus fantasías manuelinas. Sintra no era ajena a ese tipo de estética pues ya el Palacio Real contaba con singulares elementos genuínos del manuelino y el revivalismo del XIX había dejado sus señas en el Palacio da Pena. Artistas que habían trabajado en Buçaco trabajarán así mismo en el Palacio da Regaleira. Ambas edificaciones contaron con la estimable ayuda de la piedra de Ança, procedente de las proximidades de Coímbra y que era ideal para cincelar. Esta se transportaba a Sintra en ferrocarril, incluso ya esculpida. Entre otros trabajos artísticos menores que realizó Manini debemos destacar la decoración del Teatro de Funchal y el escenario del Teatro García de Resende.En el Teatro Sá de Miranda (Viana do Castelo) es posible ver un telón diseñado por él si bien desafortunadas restauraciones posteriores lo deterioraron un poco. En 1913, Manini abandona ya Portugal y regresa a Italia al parecer con bastante fortuna hecha. Fallecerá en Brescia el 29 de junio de 1936 a los 88 años y está sepultado en Cremona en la capilla de la familia.
La biblioteca de Cremona guarda hoy muchos de sus diseños.
- Datos: Q1774223
- Multimedia: Luigi Manini / Q1774223